# Żegrówko
Żegrówko (prononciation : [ʐɛˈɡrufkɔ]) est un village polonais de la gmina de Śmigiel dans le powiat de Kościan de la voïvodie de Grande-Pologne dans le centre-ouest de la Pologne.
Il se situe à environ 6 kilomètres au nord-ouest de Śmigiel (siège de la gmina), à 12 kilomètres à l'ouest de Kościan (siège du powiat) et à 49 kilomètres au sud-ouest de Poznań (capitale régionale).

## Histoire
De 1975 à 1998, le village faisait partie du territoire de la voïvodie de Leszno.

Depuis 1999, Żegrówko est situé dans la voïvodie de Grande-Pologne.